# Вельяминов, Владимир Иванович
Владимир Иванович Вельяминов — воевода XVI века на службе царя всея Руси и великого князя Московского Ива́на IV Васи́льевича Грозного и Фёдора I Иоанновича.
В 1575—1577 годах служил в Туровле, в 1579—1581 — в Озерищах.
В августе 1590 года был 3-м воеводой в «Новегородке в Северском по черкаским вестем».
В феврале 1591 назначен 1-м воеводой в Путивль. В декабре того же года отпущен в Москву.
В 1592—1594 годах служил воеводой в Данкове «город делает и в осаде…», затем был направлен годовать в Путивль и оставался там до лета 1597 года.